# آربوان
آربوان (به فرانسوی: Arbouans) یک کمون در فرانسه است که در دو (فرانسه) واقع شده‌است. آربوان ۱٫۳۲ کیلومتر مربع مساحت دارد.